# سيمون جيمس
سيمون جيمس (بالإنجليزية: Simon James)‏ هو عازف جاز بريطاني، ولد في 13 مارس 1954.

## وصلات خارجية
- سيمون جيمس على موقع ميوزك برينز (الإنجليزية)